# Eixam

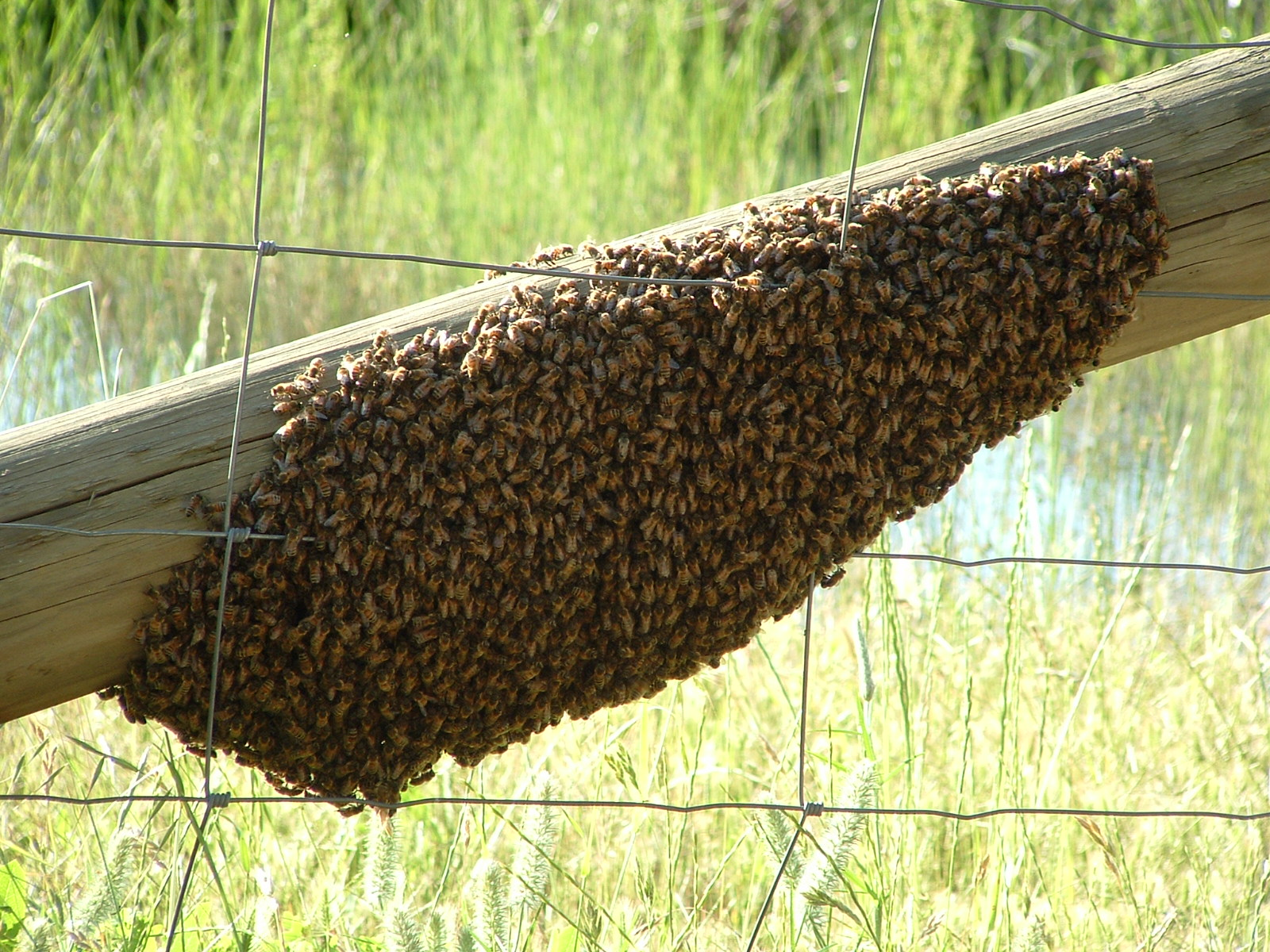
Eixam d'abelles

Un eixam és una multitud d'animals petits, particularment insectes. Deriva del llatí, exāmen, -ĭnis, i fa referència a un conjunt d'insectes similars, principalment d'abelles. Gramaticalment, també fa referència al nombre gramatical o col·lectiu d'aquestes.
En un sentit genèric, es fa servir el terme com a sinònim de multitud, i així es parla d'un:
- eixam meteorític o de meteoroides, quan és una agrupació de meteoroides que tenen òrbites al voltant del Sol molt properes i que, generalment, s'ha originat com a deixant de pols i gas d'un cometa periòdic.[1]
- eixam de llavors, que és l'estesa o escampada de llavor que fa el sembrador en tirar-la a terra.[2]

La paraula eixamenadora deriva del mateix mot, i s'anomena així el recipient de terrissa destinat a cremar-hi excrements de bou per fumigar les abelles d'un eixam.

## Eixam d'abelles
Normalment a la primavera quan les colònies d'abelles són grans i no tenen més espai per continuar amb la reproducció o la recollida d'aliments (mel), tendeixen espontàniament a dividir-se per un procés natural que s'anomena eixam. La meitat de les abelles d'una colònia, acompanyada per la seva reina vella, deixa el seu rusc per posar-se en la branca d'algun arbre fins que les abelles exploradores troben un lloc on prosseguir el desenvolupament d'una nova colònia. Aquest és el mecanisme natural pel qual es produeix la divisió de la colònia.
Previ a l'eixam les obreres crien noves cel·les reals, per reemplaçar la reina vella, i sempre és la reina nova acabada de néixer la que ocupa el lloc al rusc original. La nova reina és fecundada prèviament, en els vols de fecundació. El comportament anterior a la producció dels eixams sol denominar-se febre de l'eixam. Aquest comportament es creia que provenia d'un augment de la temperatura en el niu de cria o rusc, però són molts els factors que hi intervenen.

### Recollida d'eixams

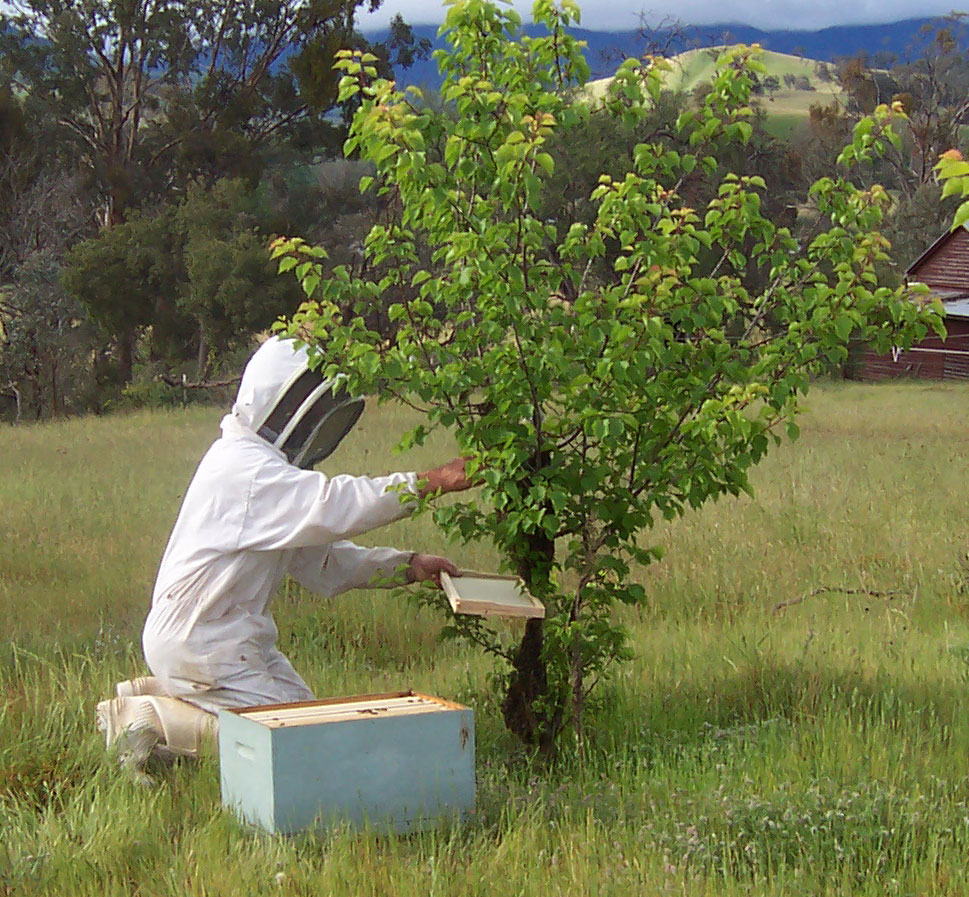
Apicultor recollint un eixam

Els apicultors, quan veuen un eixam posat en la branca d'una planta, en poden fer una captura, i l'eixam és confinat en un nucli o càmera de cria amb quadres de cera estampada, alimentant en alguna ocasions amb xarop de sucre; d'aquesta manera es crea una nova colònia, i haurem aconseguit un nou rusc. Els eixams surten normalment durant la primavera-estiu, quan la colònia d'abelles comença el seu creixement poblacional i ja no té lloc on criar i apilar el seu aliment. La captura és molt senzilla: d'un sol cop o sacsejada el bol d'abelles caurà a l'interior del recipient on se les confina, deixant aquest recipient durant un temps prudencial en el mateix lloc; les abelles que queden fora són estimulades a entrar on hi ha l'abella reina per una feromona especial que emeten les abelles obreres.